# يونكرز يو 90
طائرة يونكرز يو 90 هي طائرة ركاب بأربعة محركات ذات 40 مقعدًا تم تطويرها واستخدامها من قبل الخطوط الجوية الألمانية هانزا قبل فترة وجيزة من الحرب العالمية الثانية. واستند إلى قاذفة القنابل يونكرز يو 89 المرفوض. خلال الحرب، أعجبت لوفتفافه بهم كمواصلات عسكرية.

## التصميم والتطوير
تنحدر طائرة ركاب يونكرز يو 90 وطائرة شحن مباشرة من يونكرز يو 89، المنافس في برنامج قاذفة الأورال الذي يهدف إلى إنتاج قاذفة استراتيجية بعيدة المدى. تم التخلي عن هذا المفهوم من قبلوزارة طيران الرايخ في أبريل 1937 لصالح قاذفات أصغر وأسرع. ترأس التصميم إرنست زيندل.  ترأس التنمية البروفيسور هربرت واجنر. 

### التنمية المدنية
قدمت دويتشه لوفت هانزا طلبًا لطائرة تجارية لمسافات طويلة في وقت مبكر من عام 1933. عندما تم التخلي عن برنامج طائرة يو 89، ثالث النموذج اكتمل جزئيا وبناء على طلب من لوفت هانزا، أعيد بناء على أنها طائرة، والإبقاء على الأجنحة والذيل من التصميم الأصلي، ولكن دمج، لنقل الركاب الجديد، أوسع جسم الطائرة. تم تعيين التصميم الجديد يو 90.   

## المشغلون
وصلة= ألمانيا
- لوفتفافه
- الخطوط الجوية الألمانية هانزا

## الحوادث والحوادث
- 26 نوفمبر 1938: a الخطوط الجوية الألمانية هانزا Ju 90V2, registration D-AIVI, named Preussen, crashed on takeoff at Bathurst (now بانجول), Gambia, while on a test flight due to double engine failure, killing 12 of the 15 people on board.
- 8 نوفمبر 1940: a Deutsche Luft Hansa Ju 90A, registration D-AVMF, named Brandenburg, crashed in icing conditions  [لغات أخرى]‏ at Schönteichen, Germany, killing all 29 on board. This crash is the worst-ever accident involving the Ju 90.
- 9 أغسطس 1944: a Deutsche Luft Hansa Ju 90V3, registration D-AURE, named Bayern, was destroyed on the ground at مطار شتوتغارت الدولي during an air raid; there was no one on board.